# San Mateo Coatepec
San Mateo Coatepec är en ort i Mexiko.   Den ligger i kommunen Atzitzihuacán och delstaten Puebla, i den sydöstra delen av landet, 80 km sydost om huvudstaden Mexico City. San Mateo Coatepec ligger 2 042 meter över havet och antalet invånare är 574.
Terrängen runt San Mateo Coatepec är huvudsakligen kuperad, men den allra närmaste omgivningen är platt. Terrängen runt San Mateo Coatepec sluttar söderut. Runt San Mateo Coatepec är det ganska tätbefolkat, med 86 invånare per kvadratkilometer. Närmaste större samhälle är San Juan Amecac, 2,6 km norr om San Mateo Coatepec. I omgivningarna runt San Mateo Coatepec växer huvudsakligen savannskog.